# Livesport Prague Open 2022
Livesport Prague Open 2022 byl tenisový turnaj hraný jako součást ženského okruhu WTA Tour na otevřených dvorcích s tvrdým povrchem GreenSet v areálu TK Sparta Praha. Konal se mezi 25. až 31. červencem 2022 v české metropoli Praze jako třináctý ročník turnaje. 
Turnaj dotovaný 251 750 dolary patřil do kategorie WTA 250. Podruhé probíhal na tvrdém povrchu GreenSet s modrou barvou. Kapacita tribun činila přibližně 2 200 osob. Tribuna pro 500 osob byla instalována i přes ulici na Tatranu. Generálním partnerem se podruhé stala technologická společnost Livesport. Nejvýše nasazenou hráčkou ve dvouhře byla světová dvojka Anett Kontaveitová z Estonska, která týden před zahájením obdržela divokou kartu pro členku Top 20. Divoké karty získaly také české šampionky antukové juniorky French Open, Linda Nosková (2021) a Lucie Havlíčková (2022). Z nasazených se odhlásily Belinda Bencicová, Jekatěrina Alexandrovová a pro nedoléčené zranění zápěstí Petra Kvitová.
V důsledku invaze Ruska na Ukrajinu na konci února 2022 řídící organizace tenisu ATP, WTA a ITF s grandslamy rozhodly, že ruští a běloruští tenisté mohli dále na okruzích startovat, ale do odvolání nikoli pod vlajkami Ruska a Běloruska.
Poslední turnaj v kariéře odehrála 35letá Andrea Sestini Hlaváčková, bývalá světová trojka ve čtyřhře, vítězka dvou grandslamů v ženském deblu a jednoho v mixu a stříbrná medailistka ze čtyřhry letní olympiády 2012. Do pražského debla nastoupila s bývalou stabilní spoluhráčkou Lucií Hradeckou.
První singlový titul na okruhu WTA Tour vybojovala 24letá Češka Marie Bouzková, která tak přerušila šňůru tří finálových porážek. Po skončení se vrátila do první světové padesátky. Čtyřhru ovládly Rusky Anastasija Potapovová s Janou Sizikovovou, které po triumfu na Ladies Open Lausanne 2019 získaly druhou společnou trofej.

## Rozdělení bodů a finančních odměn

### Rozdělení bodů
| Soutěž  | Soutěž      | vítězky | finalistky | semifinalistky | čtvrtfinalistky | 16 v kole | 32 v kole | Q  | Q2 | Q1 |
| ------- | ----------- | ------- | ---------- | -------------- | --------------- | --------- | --------- | -- | -- | -- |
| dvouhra | [ 2 ] [ 9 ] | 280     | 180        | 110            | 60              | 30        | 1         | 18 | 12 | 1  |
| čtyřhra | [ 10 ]      | 280     | 180        | 110            | 60              | 1         | —         | —  | —  | —  |

### Finanční odměny
| Soutěž                                | Soutěž      | vítězky  | finalistky | semifinalistky | čtvrtfinalistky | 16 v kole | 32 v kole | Q2      | Q1      |
| ------------------------------------- | ----------- | -------- | ---------- | -------------- | --------------- | --------- | --------- | ------- | ------- |
| dvouhra                               | [ 2 ] [ 9 ] | 33 200 $ | 19 750 $   | 11 000 $       | 6 200 $         | 3 800 $   | 2 725 $   | 2 000 $ | 1 300 $ |
| čtyřhra                               | [ 10 ]      | 12 000 $ | 6 700 $    | 3 950 $        | 2 350 $         | 1 800 $   | —         | —       | —       |
| částky ve čtyřhře jsou uváděny na pár |             |          |            |                |                 |           |           |         |         |

## Ženská dvouhra

### Nasazení
| Stát                             | Hráčka                 | WTA | Nasazení |
| -------------------------------- | ---------------------- | --- | -------- |
| Estonsko                         | Anett Kontaveitová     | 2.  | 1.       |
| Česko                            | Barbora Krejčíková     | 19. | 2.       |
| Belgie                           | Elise Mertensová       | 30. | 3.       |
| Rumunsko                         | Sorana Cîrsteaová      | 33. | 4.       |
| Francie                          | Alizé Cornetová        | 37. | 5.       |
| Belgie                           | Alison Van Uytvancková | 40. | 6.       |
|                                  | Anastasija Potapovová  | 63. | 7.       |
| Česko                            | Marie Bouzková         | 64. | 8.       |
| Žebříček WTA k 18. červenci 2022 |                        |     |          |

### Jiné formy účasti
Následující hráčky obdržely divokou kartu do hlavní soutěže:
- Anett Kontaveitová[3]
- Lucie Havlíčková[3]
- Linda Nosková[3]

Následující hráčka měla nastoupit pod žebříčkovou ochranou: 
- Karolína Muchová

Následující hráčky postoupily do hlavní soutěže z kvalifikace:
- Dalila Jakupovićová
- Barbora Palicová
- Dominika Šalková
- Oxana Selechmetěvová
- Wang Čchiang
- Anastasija Zacharovová

Následující hráčky postoupily z kvalifikace jako šťastné poražené:
- Nao Hibinová
- Sinja Krausová
- Natalja Vichljancevová

### Odhlášení
před zahájením turnaje
- Jekatěrina Alexandrovová → nahradila ji  Jekatěrine Gorgodzeová
- Belinda Bencicová → nahradila ji   Anna Blinkovová
- Lucia Bronzettiová → nahradila ji  Nao Hibinová
- Harriet Dartová → nahradila ji  Ylena In-Albonová
- Océane Dodinová → nahradila ji   Vitalija Ďjačenková
- Beatriz Haddad Maiová → nahradila ji  Chloé Paquetová
- Petra Kvitová → nahradila ji  Sinja Krausová
- Karolína Muchová → nahradila ji   Natalja Vichljancevová
- Donna Vekićová → nahradila ji  Viktorija Tomovová

### Skrečování
- Nao Hibinová (bolest zad)[11]
- Alison Van Uytvancková (poranění bederní páteře)[2]
- Natalja Vichljancevová  (poranění pravé nohy)[2]

## Ženská čtyřhra

### Nasazení
| Stát                                                                         | Hráčka                | Stát               | Hráčka                    | WTA  | Nasazení |
| ---------------------------------------------------------------------------- | --------------------- | ------------------ | ------------------------- | ---- | -------- |
| Belgie                                                                       | Kirsten Flipkensová   | Belgie             | Alison Van Uytvancková    | 137. | 1.       |
| Čína                                                                         | Chan Sin-jün          |                    | Alexandra Panovová        | 141. | 2.       |
| Japonsko                                                                     | Miju Katová           | Spojené království | Samantha Murray Sharanová | 150. | 3.       |
|                                                                              | Anastasija Potapovová |                    | Jana Sizikovová           | 159. | 4.       |
| Žebříček WTA k 18. červenci 2022; číslo je součtem umístění obou členek páru |                       |                    |                           |      |          |

### Jiné formy účasti
Následující páry obdržely divokou kartu do hlavní soutěže:
- Lucie Havlíčková /  Linda Nosková
- Barbora Palicová /  Dominika Šalková

Následující páry nastoupily pod žebříčkovou ochranou:
- Andrea Sestini Hlaváčková /  Lucie Hradecká
- Magda Linetteová /  Yanina Wickmayerová

Následující pár nastoupil z pozice náhradníka:
- Angelina Gabujevová /   Anastasija Zacharovová

### Odhlášení
před zahájením turnaje
- Irina Baraová /  Jekatěrine Gorgodzeová → nahradily je   Alena Fominová-Klotzová /   Jekatěrina Jašinová
- Kirsten Flipkensová /  Alison Van Uytvancková → nahradily je   Angelina Gabujevová /   Anastasija Zacharovová
- Julia Lohoffová /  Laura Ioana Paarová → nahradily je  Anastasia Dețiuc /  Miriam Kolodziejová
- Ingrid Neelová /  Rosalie van der Hoeková → nahradily je  Ingrid Neelová /  Astra Sharmaová

## Přehled finále

### Ženská dvouhra
- Marie Bouzková vs.   Anastasija Potapovová, 6–0, 6–3

### Ženská čtyřhra
- Anastasija Potapovová /   Jana Sizikovová vs.   Angelina Gabujevová /   Anastasija Zacharovová, 6–3, 6–4